# The Ultimate Fighter: Team Liddell vs. Team Ortiz Finale
The Ultimate Fighter: Team Liddell vs. Team Franklin Finale, também conhecido como The Ultimate Fighter 11 Finale ou The Ultimate Figher: Team Liddell vs. Team Ortiz Finale), foi um evento de artes marciais mistas promovido pelo Ultimate Fighting Championship, ocorrido em 19 de junho de 2010 no Palms Casino Resort em Paradise, Nevada.

## Resultados
Nota 1 Final do TUF 11 no peso-médio.

Nota 2 Jardine perdeu um ponto por uma dedada no olho.

## Bônus da Noite
Lutadores receberam um bônus de US$25 000.
- Luta da Noite:  Matt Hamill vs.  Keith Jardine
- Nocaute da Noite:  Chris Leben
- Finalização da Noite:  Court McGee